# Somoskőújfalu
Somoskőújfalu là một thị trấn thuộc hạt Nógrád, Hungary. Thị trấn này có diện tích 2,33 km², dân số năm 2010 là 2226 người, mật độ 955 người/km².